# トム・フェルトン
トム・フェルトン（英: Tom Felton, 本名: トーマス・アンドリュー・フェルトン（Thomas Andrew Felton）、1987年9月22日 - ）は、イギリスの俳優。映画『ハリー・ポッター』シリーズのドラコ・マルフォイ役で知られる。

## 略歴
サリー州のエプソム生まれ。ピーター･フェルトンと、シャロン･アンスティの間に生まれた4人兄弟の末子で、ジョナサン、アシュリー、クリスという兄がいる。母方の祖父に、有名な地球物理学者であるナイジェル･アンスティがいる。身長175cm。
1995年、エージェントに紹介されたオーディションで約400人の子供の中から選ばれ、国際的広告キャンペーンに起用された後、人気テレビシリーズ『バグズ～ハイテクスパイ大作戦』にジェームズ役で出演し人気子役となる。1996年、『ボロワーズ/床下の小さな住人たち"Borrowers"』でスクリーンデビュー。1999年『アンナと王様』に出演、 2001年『ハリー・ポッターと賢者の石』でドラコ・マルフォイを演じ、その後シリーズ最終作まで同役を演じた。
2011年、『ハリー・ポッターと死の秘宝 PART1』でMTVムービー・アワード悪役賞を受賞。同年の映画『猿の惑星: 創世記』でも悪役を演じている。 
幼いころから歌が上手く、ギルフォード大聖堂合唱団に入団を勧誘されたこともある。学生時代は学校と教会あわせて4つの合唱団に所属していた。2008年1月から「Feltbeats」の名でYouTubeに自作のミュージックビデオを投稿し、歌手活動を始めた。

## 人物・私生活
『ハリー・ポッター』に出演して以来、悪役を演じることが多いが、本人は正反対の気さくで謙虚な性格であるという。また、『ハリー・ポッター』の現場では、「素晴らしいスタッフや偉大なイギリス俳優たちと出会い、僕は天狗にならずに謙虚でいること、感謝することを学んだ」と語っている。
鯉釣りが趣味で、時間さえあれば釣りをしているという。Carp tournament to beginのインタビュー記事では、キャッチ・アンド・リリースについて「僕たちは文字通り、鯉を水から上げて、釣り針から外して重さを量り、写真を撮る。もし彼女（鯉）が美人ならキスして、それから水の中に放してやるんだ」と答えた。また、スポーツも得意でゴルフ、テニス、サッカー、アイススケート、ローラーブレード、バスケットボール、クリケット、水泳をこなす。
2007年8月に『ザ・サン』紙上で、1692年に北米マサチューセッツ州・セイラム村（現・ダンバース）を震撼させたセイラム魔女裁判の犠牲者と遠い血縁関係にあることが報じられた。
2008年から2016年まで、スタントコーディネーターで、『ハリー・ポッターと死の秘宝』でドラコの妻、アストリア・グリーングラス・マルフォイを演じたジェイド・オリヴィア・ゴードンと付き合っていたが、現在、彼女は、アメリカ人プロゴルファーのパトリック・ロジャースと結婚している。
ハリー・ポッターでドラコ・マルフォイ役（顔は青白く、髪はプラチナブロンド）を演じるために、10年間毎日日焼け止めを塗る事や金髪を保つためにブリーチを週に1回するなど、役に入り込んで演じていたそう。

## エピソード
- 初期の「ハリー・ポッター」シリーズ（2001年初公開）のプロモーション活動において、トム・フェルトンは自らプレス活動に加わることはなく、当時は「正直なところ、学校の誰も気にしていなかった。プレス活動は一切しなかった。映画の顔となる出演者であるダニエル・ラドクリフ、ルパート・グリント、エマ・ワトソンがその重荷を背負っていた」と本人が振り返っているように、主に主演3人が世界各地でプロモーションを担っていた。[5]しかし回を重ねるごとに世界的な大ヒットを記録し、主演のダニエル・ラドクリフらメインの出演者だけでは世界中のプロモーションが困難なため、トムがプロモーション担当に抜擢された。

- 撮影の合間は地元の総合学校に通っていたが、役のためにブリーチした金髪で通学していたことから一部の生徒にからかわれたことがあったという。しかし本人はそれを無視することなく、受けた分だけしっかりと反撃したと語っている。[6]トムは「当時は必ずしも楽しい経験ではなかったが、振り返ると、学校でいじめっ子と喧嘩できたことに感謝している」と語った。[7]

- ハリー・ポッターでお気に入りのキャラクターは、ケネス･ブラナーが演じるギルデロイ・ロックハートとジェイソン･アイザックスが演じるルシウス・マルフォイだという。「もし映画で別の役をやれるとしたら何がいいか」という質問には、ルシウス・マルフォイかヴォルデモート[8]をやりたいと語った。希望の寮はという質問にはスリザリンがいいと答えている。

- 2012年ごろに、幸せを感じず、物事を考える事ができなくなり、飲酒に溺れるなどメンタルの問題を抱えた。「多くの人は、自分がどん底にいるときに、それがどれほどひどい状況かを認めないのです」と話しており、親交のあったエマ・ワトソンらが、「心の問題について、一部分をかいつまんであいまいに話すのではなくすべて話すよう背中を押してくれた」ことで回復に向かった[9]。

- 14歳の時に、ハリー・ポッターの撮影現場で「『自分の考える神』の絵を描く」という課題がスタッフから出された。トムは「後ろ向きに帽子を被った、スケートボードに乗っている女の子」を描いた。撮影現場の同僚だったエマ・ワトソンは、この様子を観てトムに恋をした。その後、エマは毎日現場に行く度に、予定表にトムの番号があるかを確認していた。トムの番号は7番で、予定表にその番号があった日は最高に嬉しかったという[10]。

### 日本の関わり
- 2009年7月15日に日米同時公開された『ハリー・ポッターと謎のプリンス』の大ヒットを記念して東京、名古屋、大阪の3都市で舞台挨拶を行うため初来日したが、空港に着いたトムは自身がまったく想定していない多くの日本人ファンからの熱烈な歓迎を受け「冗談だろ？マジかよ！」と驚愕した。その後もサイン会には500人以上が訪れたという[11]。日本のファンからの好意や愛情に初めて感動を覚えたトムは「自分がこんなに人気があるなんて、日本人のおかげで気づくことができた」「人生で初めて自分が本当に歓迎された」「日本に恋をしてしまった」と日本への魅力に惹かれ、特別な愛情を抱く様になった[12]。

- また同年8月1日は『王様のブランチ』の映画コーナーに生出演。『ハリー・ポッター』シリーズのキャストが来日したことは過去にもあるが、生放送番組に出るのはこれが初であった。また、名古屋でインタビューを受けた際に名古屋城について聞かれ、「5分ぐらい外から見たけど、日本のホグワーツみたいだ！」と言って場内を笑わせた。

- 2010年11月には直接ファンと触れ合いたいという想いから再来日し、各地でサイン会や撮影会などファンイベントに積極的に参加。多くのファンと精力的に交流を持ち、悪役イメージを一掃させた。また、映画出演のために始めたゴルフは趣味の一つとなり、来日時でも各地でプレーし、スコア80台で回るなど周囲を驚かせた。トム自身は「世界中で川奈のゴルフ場ほど最高なコースはなかった」と語っている。その後も日本語を使ってファンへ感謝や愛情を伝えたり、プライベートも含めて何度も訪れた明治神宮や富士山の素晴らしさを語るなど、本人は日本とのつながりを大切にし、できればコマーシャルにも出演したいなどの希望を持っているという。

- 2011年3月11日に発生した東日本大震災に対し、トムは被災者支援のため「僕たちの心はいつも日本の人と共にある」と直筆のメッセージ入りチャリティーTシャツの販売を企画した。売上金は「親御さんを亡くされた子供たちのサポートを」との本人の希望により全額『あしなが育英会 東日本大地震・津波遺児募金』に全額寄付された[13]。また、被災地ではタンパク質が足りていないと聞き、宮崎県産の温泉卵2,000個を祈祷してもらって贈るなど、被災者に寄り添った支援活動を積極的に行った。温泉卵は岩手県陸前高田市の避難施設に届けられ、被災して以来、卵を食べられなかった被災者から感謝されたという[14]。

- トムの被災者支援はその後も行われ、被災から3年後の2014年にUSJの新エリア『ウィザーディング・ワールド・オブ・ハリー・ポッター』のオープン記念イベントで来日した際は、長い間応援し続けてくれた日本のファンへの感謝と少しでも幸せな時間をファンに届けるため東京で急遽チャリティーイベントとしてサイン会と撮影会を行った。「日本のファンからのサポートや応援にお返しできることが何より嬉しいんだ。大変な思いをして困難な時を乗り越えた人々に、小さなことだけど、この週末を楽しんでもらえれば」との想いを語り、「今回また日本に戻ってくる機会を頂戴しました。この機を利用し、被災者の方々への支援活動を通じ、被災された方々へのご苦労を心に留め置いて頂くためにも、皆様にチャリティーイベントにご参加頂きご協力を仰ぎたく存じます」と、売上金の一部は支援団体を通じて被災地の人々へ寄付された。

- 2015年はUSJで行われた人気アトラクション『ハリー・ポッター・アンド・ザ・フォービドゥン・ジャーニー』が世界初の3D化されることを記念したセレモニーに出席するため6度目の来日。プライベートの旅行も兼ねていたが、日本のファンへ会うためにサイン会や撮影会が急遽開催されたほか、自身が出演していない映画『トゥモローランド』のジャパンプレミアにも飛び込みで参加するなどサプライズで日本のファンを喜ばせた。

- 2016年も熊本地震が発生した翌月、自身が出演した映画『復活』の都内上映会で来日。熱いファンサービスで会場を沸かせつつも、東日本大震災で行った支援の話題になると表情が一変し「日本のファンは長い間僕を応援してくれている。感謝の気持ちを表現するだけでなく、共に何かしたいと思いますし、熊本地震に対しても何かしなくてはならないと思っています。それが僕の義務だと思っています」と日本への支援を申し出ており、後日開催された『ハリウッド・コレクターズ・コンベンション No.9』に参加し熊本地震義援金募金箱を設置。自身の名前入りチャリティーブレスレットを作って自らブレスレットを着用する姿を見せて寄付を募り、集まった義援金を直接被災者の手元に全額届けたいというトムの願いから、熊本県の義援金担当部署に送り届けられた。

- 2023年6月15日には東京・練馬のとしまえん跡地での「ハリー・ポッター」の屋内型施設としては世界最大規模を誇る「ワーナー ブラザース スタジオツアー東京 ‐ メイキング・オブ・ハリー・ポッター」オープニング前夜祭 レッドカーペットイベントに参加するため来日した[15]。

## 主な出演作品

### 映画
| 年   | 題名                                                                           | 役名                           | 備考       |
| ---- | ------------------------------------------------------------------------------ | ------------------------------ | ---------- |
| 1996 | ボロワーズ/床下の小さな住人 The Borrowers                                      | ピーグリーン・クロック         |            |
| 1999 | アンナと王様 Anna and the King                                                 | ルイス．T．レオノウェンズ      |            |
| 2001 | ハリー・ポッターと賢者の石 Harry Potter and the Sorcerer's Stone               | ドラコ・マルフォイ             |            |
| 2002 | ハリー・ポッターと秘密の部屋 Harry Potter and the Chamber of Secrets           | ドラコ・マルフォイ             |            |
| 2004 | ハリー・ポッターとアズカバンの囚人 Harry Potter and the Prisoner of Azkaban    | ドラコ・マルフォイ             |            |
| 2005 | ハリー・ポッターと炎のゴブレット Harry Potter and the Goblet of Fire           | ドラコ・マルフォイ             |            |
| 2007 | ハリー・ポッターと不死鳥の騎士団 Harry Potter and the Order of the Phoenix     | ドラコ・マルフォイ             |            |
| 2009 | ハリー・ポッターと謎のプリンス Harry Potter and the Half-Blood Prince          | ドラコ・マルフォイ             |            |
| 2010 | 伝説のロックスター再生計画! Get Him to the Greek                               | 本人                           | カメオ出演 |
| 2010 | ナイト・ウルフ/人狼憑異 13Hrs/Night Wolf                                       | ゲイリー・アシュビー           |            |
| 2010 | ハリー・ポッターと死の秘宝 PART1 Harry Potter and the Deathly Hallows - Part 1 | ドラコ・マルフォイ             |            |
| 2011 | ハリー・ポッターと死の秘宝 PART2 Harry Potter and the Deathly Hallows - Part 2 | ドラコ・マルフォイ             |            |
| 2011 | 猿の惑星: 創世記 Rise of the Planet of the Apes                                | ドッジ・ランドン               |            |
| 2012 | アパリション -悪霊- The Apparition                                             | パトリック                     |            |
| 2013 | ベル ある伯爵令嬢の恋 Belle                                                    | ジェームズ・アシュフォード     |            |
| 2013 | テレーズ 情欲に溺れて In Secret                                                | カミーユ・ラカン               |            |
| 2014 | イントゥ・ザ・シー Against the Sun                                             | トニー・パストゥラ             |            |
| 2016 | 復活 Risen                                                                     | ルシウス                       |            |
| 2017 | グリーンデイズ Feed                                                            | マット                         |            |
| 2017 | コードネーム:ストラットン Stratton                                             | カミングス                     |            |
| 2018 | オフィーリア 奪われた王国 Ophelia                                              | レアティーズ                   |            |
| 2022 | ヒトラーの死体を奪え! Burial                                                   | ルカシュ                       |            |
| TBA  | Gandhi                                                                         | ジョサイア・オールドフィールド |            |

#### テレビ映画
| 年   | 題名                          | 役名               |
| ---- | ----------------------------- | ------------------ |
| 1999 | セカンド・サイト Second Sight | トーマス・インガム |

#### WEB配信映画
| 年   | 題名 | 役名                 | 配信局  |
| ---- | --- | -------------------- | ------- |
| 2016 | キングのメッセージ Message from the King                                                                 | フランキー           | Netflix |
| 2020 | ベビーシッターのモンスターハンティング・ガイド A Babysitter's Guide to Monster Hunting                   | グランギニョール     | Netflix |
| 2020 | スヘルデの戦い The Forgotten Battle                                                                      | トニー・ターナー中尉 | Netflix |
| 2022 | ハリー・ポッター20周年記念：リターン・トゥ・ホグワーツ Harry Potter 20th Anniversary: Return to Hogwarts | 本人                 | HBO Max |

### テレビドラマ
| 年        | 題名                                              | 役名                                | 備考         |
| --------- | ------------------------------------------------- | ----------------------------------- | ------------ |
| 1995      | バグズ Bugs                                       | ジェームス                          | 1エピソード  |
| 2012      | ラビリンス Labyrinth                              | レーモン・ロジェ・トランカヴェル    | ミニシリーズ |
| 2014-2018 | MURDER IN THE FIRST/第1級殺人 Murder in the First | エリック・ブラント                  | 32エピソード |
| 2016-2017 | THE FLASH/フラッシュ The Flash                    | ジュリアン・アルバート / アルケミー | 17エピソード |
| 2018      | オリジン Origin                                   | ローガン                            | 10エピソード |

### 舞台
| 年   | 題名                                                         | 役名               | 劇場                     |
| ---- | ------------------------------------------------------------ | ------------------ | ------------------------ |
| 2022 | 2:22 A Ghost Story                                           | サム               | クライテリオン・シアター |
| 2025 | ハリー・ポッターと呪いの子 Harry Potter and the Cursed Child | ドラコ・マルフォイ | リリック・シアター       |

## 授賞とノミネート
| 賞                           | 年   | カテゴリー      | 作品名                                                                             | 結果 |
| ---------------------------- | ---- | --------------- | ---------------------------------------------------------------------------------- | ---- |
| MTVムービー・アワード        | 2010 | 最優秀悪役賞    | 『ハリー・ポッターと謎のプリンス』 Harry Potter and the Half-Blood Prince          | 受賞 |
| MTVムービー・アワード        | 2011 | 最優秀悪役賞    | 『ハリー・ポッターと死の秘宝 PART1』 Harry Potter and the Deathly Hallows - Part 1 | 受賞 |
| ティーン・チョイス・アワード | 2011 | 映画部門 悪役賞 | 『ハリー・ポッターと死の秘宝 PART1』 Harry Potter and the Deathly Hallows - Part 1 | 受賞 |